# Ernst Stier
Ernst Max Wilhelm Georg Stier (* 30. Oktober 1877 in Petersdorf; † 16. Juli 1947 in Wismar) war ein deutscher Landwirt und Politiker (DB).

## Leben
Ernst Stier wurde am 30. Oktober 1877 als Sohn eines Erbpächters und Ortsvorstehers in Petersdorf (heute Ortsteil von Ribnitz-Damgarten) geboren. Er besuchte das Realgymnasium in Ribnitz bis zur Primareife 1893 und absolvierte anschließend eine landwirtschaftliche Ausbildung. Danach war er bis 1903 als landwirtschaftlicher Beamter tätig. Im Jahre 1900 lebte er als Inspektor in Hohen Luckow (bei Stavenhagen). Später war er in Strameuß bei Neukloster tätig. 1903 wurde er Besitzer einer Erbpachthufe in Glasin. 1913 heiratete er Luise Auguste, Tochter des Hofbesitzers Marcath aus Zweedorf. 1919 wurde Stier Ortsvorsteher von Glasin, sowie Schulvorsteher und Mitglied des Gemeinde-Waisenrats. Ab 1931 (oder früher) besaß er einen Hof in Zweedorf. 1947 starb er mit 69 Jahren in Wismar.

## Politik
Stier vertrat zunächst als Ersatzmann den WB (Wirtschaftsbund) im ersten ordentlichen Landtag des Freistaates Mecklenburg-Schwerin. Im März 1921 wurde er als Vorsitzender des Mecklenburgischen Dorfbundes (DB) in den zweiten Landtag des Freistaates Mecklenburg-Schwerin gewählt. Vom 14. Juni 1922 bis zum 17. März 1924 war er Staatsminister für Landwirtschaft, Domänen und Forsten in der von Johannes Stelling geführten Regierung des Freistaates Mecklenburg-Schwerin. Damit trat er die Nachfolge von Otto Schulz an. Stiers Kandidatur zum Minister war umstritten, unter anderem weil er mit der nationalsozialistischen Bewegung sympathisierte. Er wurde mit 33 der 64 abgegebenen Stimmen gewählt. Nach seiner Wahl traten Wilhelm Brückner und Hermann Reincke-Bloch von ihrem Ministeramt zurück. Im Januar 1924 wechselte Stier vom DB zum WBSL (Wirtschaftsbund für Stadt und Land). Bis zum Juni 1926 blieb er Mitglied des dritten Landtags. 1931 trat er der NSDAP bei, wurde 1933 jedoch aus der Partei ausgeschlossen.